# Temnaspis bifasciata
Temnaspis bifasciata is een keversoort uit de familie halstandhaantjes (Megalopodidae). De wetenschappelijke naam van de soort werd in 1999 gepubliceerd door Mohamedsaid.